# 第二ロンドン信仰告白
第二ロンドン信仰告白（だいにロンドンしんこうこくはく、The Baptist confession of faith of 1689）は、イングランド王国、ロンドンのカルヴァン主義のバプテスト教会（パティキュラー・バプテスト）の代表が1677年に作成した信仰告白。

## 特徴
内容や順序は、ウェストミンスター信仰告白とサヴォイ信仰宣言とほとんど同じであるが、礼典論、教会論においてバプテスト教会独自の教理になっている。本来は、ウェストミンスター信仰告白と公同の産物である。

## 歴史
当時は、長老派、会衆派、バプテスト派ら非国教会群が国教会の圧政下にあったので、迫害を避けるため匿名で、『ウェストミンスター信仰告白』を元にして作成された。
1689年に信仰の自由が与えられると、ロンドンにイングランドとウェールズの107のバプテスト教会の代表者が集まって、第二ロンドン信仰告白を無修正で採択した。それ以来、カルヴァン主義バプテストの基本的な信条になった。
1742年にアメリカでフィラデルフィア地方連合がフィラデルフィア信仰告白として採用した。

## 翻訳
- 『信条集』新教出版社、1957年
- 斎藤剛毅編『資料　バプテストの信仰告白』ヨルダン社
- 鈴木昌『第二ロンドン信仰告白<1689>』1999